# Laserreflektor

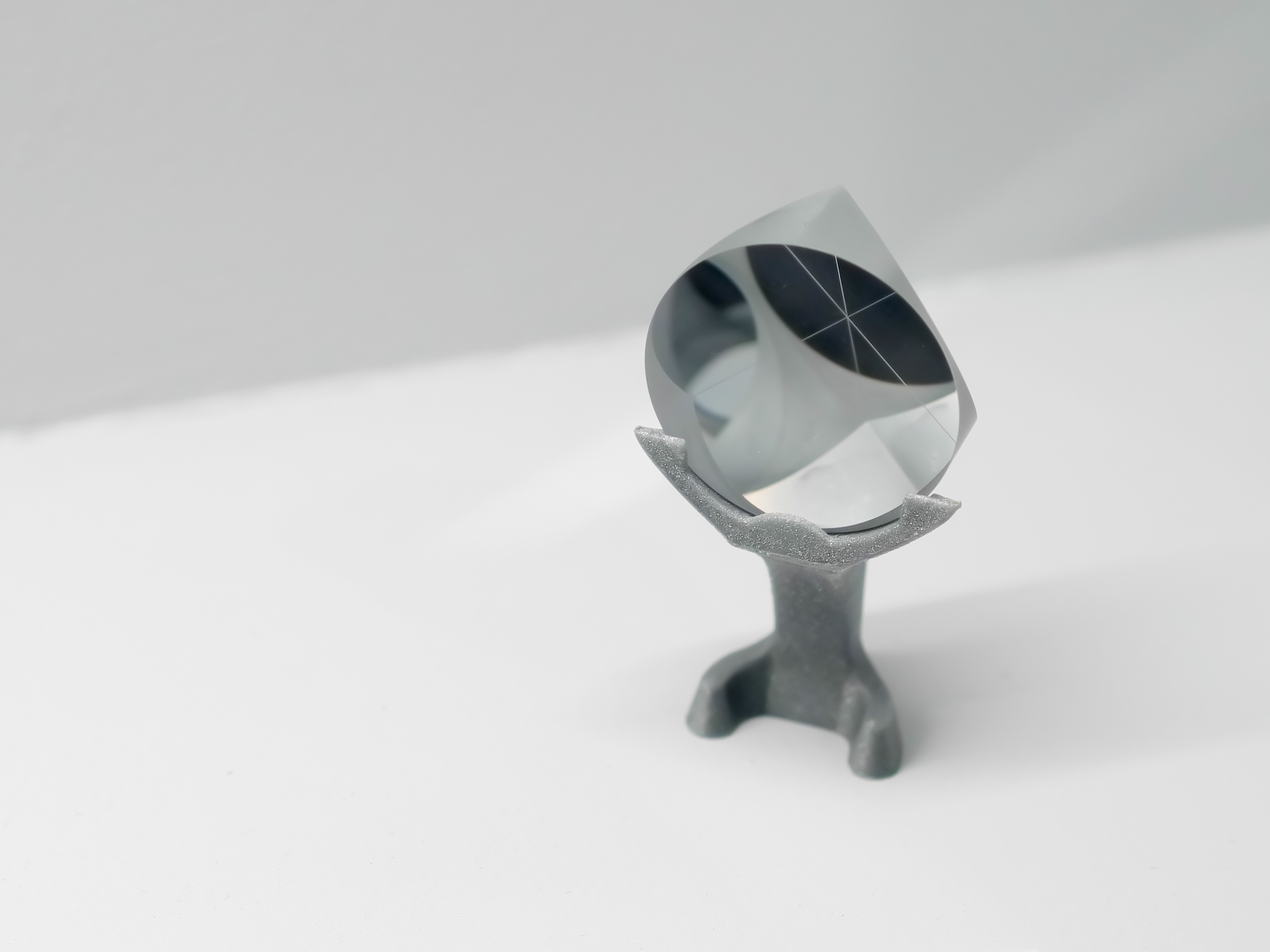
Reflexionsprisma von Carl Zeiss Jena zur Laser-Entfernungsmessung beim satellitengestützten Gravity Recovery and Climate Experiment der Follow-On-Mission 2016, GeoForschungsZentrum Potsdam

Als Laserreflektor wird ein optisches System bezeichnet, das auftreffende Laserstrahlen zur Lichtquelle zurückwirft. Die Reflexe von Laserreflektoren werden vor allem zur Laufzeit- und Entfernungsmessung verwendet.

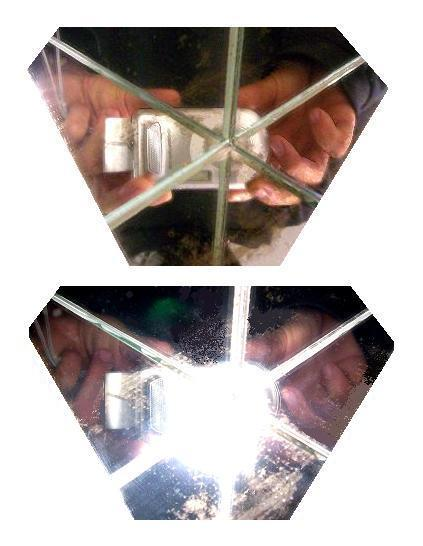
Blick in einen großen Tripelspiegel (unten geblitzt). Das Reflexbild ist verkehrt herum.

Meist sind die Laserreflektoren aus zahlreichen kleinen Tripelspiegeln zusammengesetzt – optische Prismen, die jeden auftreffenden Strahl in sich selbst reflektieren. Sie haben ein ähnliches Prinzip wie die Katzenaugen-Rückstrahler in der Verkehrstechnik, sind aber wesentlich genauer geschliffen (auf wenige Bogensekunden genau oder besser), um die enge Bündelung des Laserstrahls zu erhalten.
In der Geodäsie werden Laserreflektoren seit den 1980er Jahren anstelle der früher üblichen Messlatten verwendet und gestatten mit modernen Tachymetern ein automatisches Anzielen der Messpunkte und millimetergenaue Entfernungsmessungen. Die Standard-Reflektoren sind einige Zentimeter groß und reichen mehrere hundert Meter weit. Für größere Distanzen lassen sich mehrere Prismen übereinander stecken.
In der Satellitengeodäsie wird die Reflexionstechnik für Laufzeitmessungen mittels Satellite Laser Ranging (kurz SLR) eingesetzt, womit hochpräzise Satellitenbahnen bestimmt werden können. SLR ist die genaueste Methode für weltweite Vermessungsnetze, wie etwa zur Überwachung von Erdrotation und Erdschwerefeld.
Die ersten mit Reflektoren ausgestattete Satelliten waren Explorer 19 und Diademe, bei deren Schliffwinkel teilweise sogar die Aberration des Lichts eingerechnet wurde. Unter den etwa 20 aktiven SLR-Satelliten sind die beiden amerikanischen LAGEOS-Satelliten die größten, in deren kugeligen Oberfläche 426 Reflektoren eingelassen sind. Ebenfalls wichtig ist der französischen Starlette-Satellit.
Für Zwecke der Astronomie wurden von 1969 bis 1972 von den Apollo-Missionen der USA einige Laserreflektoren auf dem Mond abgesetzt, um das Lunar Laser Ranging zu ermöglichen und feine Veränderungen der Mondbahn zu erfassen. Sie haben eine Größe von etwa 0,5 Meter, fünf von ihnen geben noch ausreichende Lichtechos. Die UdSSR brachte zwischen 1970 und 1973 mit Lunochod 1 und Lunochod 2 mit Laserreflektoren ausgerüstete Mondmobile zum Mond, die 2010 noch Lichtechos reflektierten.